# Spießburg
Die Spießburg, auch Alte Burg oder Cluttinckhaus genannt, ist eine abgegangene Wasserburg in Frechen im Rhein-Erft-Kreis in Nordrhein-Westfalen.

## Lage
Die Burg stand ehemals auf dem heute mit Wohngebäuden bebauten Gelände der Frechener Hauptstraße, zwischen der Burgstraße und Dr.-Tusch-Straße.

## Geschichte
Die Spießburg wurde erstmals 1260, einer anderen Quelle nach 1256 in einer Urkunde erwähnt, in der Winrich von Bachem der Kurie von Köln das Lehen überträgt.
Durch kriegerische Auseinandersetzungen brannte die Burganlage 1320 nieder und wurde im 15. Jahrhundert neu gebaut.
Die Burganlage wechselte danach mehrfach den Besitzer, wie die Spies von Büllesheim. 1776 gelangte die Burg in nichtadelige Hände.
Um 1830 wurde die Burg niedergelegt.

## Anlage
Es sind nur Ansichten der Burganlage auf verschiedenen Karten der Burgumgebung aus dem 18. und Anfang des 19. Jahrhunderts erhalten, die der Forschung als Hinweise für eine Bestandsaufnahme des Burggeländes dienen können. Historische Ansichten der Burg, die Detailangaben enthalten, sind nicht bekannt.
Aus den Karten der Burgumgebung lässt sich ableiten, das die Burggelände einst eine zweiteilige Wasserburg war, deren Zugang über eine Brücke und der Vorburg erfolgte. Die Vorburg beinhaltete die Wohnbereiche der Dienstleute, Hühner-, Kuh-, Pferde- und Schweineställe, sowie die Scheune und Speicherbauten. 
Der dreiflügeligen Vorburg stand an der offenen Seite das ebenfalls durch einen Wassergraben gesicherte Burghaus mit einem Wirtschaftshof gegenüber. Das Burghaus verfügte über zwei Geschosse und hatte einen Stufengiebel, der zur Vorburg ausgerichtet war. Baulich war diese Burg mit ihren beiden unterschiedlich großen Ecktürmen wahrscheinlich im 17. Jahrhundert erbaut worden.
Südlich und nördlich des Herrenhauses waren Gärten angelegt worden. Im nördlichen Garten befand sich eine Brunnenanlage, steinerne Gartenplastiken sowie aufwändig gestaltete Parterres.